# Čelechovice
Čelechovice (en allemand : Czellechowitz) est une commune du district de Přerov, dans la région d'Olomouc, en République tchèque. Sa population s'élevait à 125 habitants en 2020.

## Géographie
Čelechovice se trouve à 9 km au nord-ouest de Přerov, à 13 km au sud-est d'Olomouc et à 221 km à l'est de Prague.
La commune est limitée par Suchonice au nord et au nord-est, par Kokory à l'est et au sud, par Majetín au sud-ouest et par Krčmaň à l'ouest.

## Histoire
La première mention écrite de la localité date de 1254.